# Stoica Lascu
Stoica Lascu (născut la 18 iunie 1951 în sat Râmnicul de Jos, județul Constanța, într-o familie de origine aromână) este un istoric român, membru corespondent al Academiei Oamenilor de Știință din România.
A urmat cursurile Facultății de Istorie a Universității din București (1970-1974), susținând lucrarea de licența „Prezența lui Armand Călinescu în viața social-politică a țării” (coordonator: conf. univ. dr. Vasile Hurmuz).
A devenit doctor în istorie la Facultatea de Istorie a Universității din București (1988-1999), susținând teza de doctorat „Romanitatea balcanicici în conștiința societății românești, până la Primul Război Mondial (coordonatori: Titu Georgescu (1988-1993), Stelian Brezeanu (1993-1999).
A desfășurat activitate de muzeografie-cercetare la Muzeul de Istorie Națională și Arheologie din Constanța (1975-2003) și activitate didactică la Facultatea de Istorie a Universității „Ovidius” (1992-2017).
A publicat peste 200 de studii și articole în reviste de specialitate și volume colective despre istoria Dobrogei, a românilor de pretutindeni; Balcanilor, despre istoriografia românească, relațiile internaționale în sud-estul European; istoria presei românești; a publicisticii lui Nicolae Iorga;
A publicat peste 300 de articole, interviuri, note de lector și recenzii în reviste și ziare, precum Magazin istoric”, „Dosarele istoriei”, „Contemporanul”, „Tomis”, „Ex Ponto”, „România de la Mare”,„Cele trei Crișuri”, „Deșteptarea”, „Agora”, „Dobrogea nouă”, „Cuget liber”, „Telegraf”, „România liberă”,„Observator cultural” ș.a.
Președinte-fondator al Asociației Aromâne din Dobrogea „Picurarlu de la Pind” (din anul 1992), calitate din care a militat pentru respectarea adevărului științific privind etnogeneza ramurii sud-dunărene a poporului român: „În România, aromânii nu sunt minoritari – au fost, sunt si vor ramane români”.

### CĂRȚI
1.Adrian Rădulescu, Stoica Lascu, Puiu Hașotti, Constanța. Ghid de oraș, Editura Sport-Turism, București, 1985 (202 pp.) (și versiune în limba germană).
2. Gheorghe Andronic, Marin Neațu, Adrian Rădulescu, Stoica Lascu, Litoralul românesc al Mării Negre, Editura Sport-Turism, București, 1989 (144 pp.).
3. Stoica Lascu, Constantin Vitanos (coord.), Valori ale civilizației românești în Dobrogea. Volum dedicat Centenarului Școlii Normale „Constantin Brătescu” și aniversării a 115 ani de la reintegrarea Dobrogei la Statul Român (Colegiul Pedagogic „Constantin Brătescu”, Asociația Cultural-Istorică Dobrogeană „România de la Mare”), f.e., Constanța, 1993 (423 pp.).
4. Valeriu Georgescu, Stoica Lascu, Callatis-Mangalia 2500. Micromonografie, f.e., Mangalia, 1995 (56 pp. text + 11 pl. foto).
5. Colaborator... la Stelian Brezeanu, Gheorghe Zbuchea (coord.), Românii la Sud de Dunăre. Documente (Arhivele Naționale ale României), Stelian Brezeanu, Gheorghe Zbuchea (coord.), f.e., București, 1997 (400 pp.).
6. Partidele politice la Brăila în perioada modernă (1875-1914). Mărturii de epocă, Editura Istros, Brăila, 1998 (345 pp.).
7. Mărturii de epocă privind istoria Dobrogei (1878-1947), vol. I (1878-1916) (Muzeul de Istorie Națională și Arheologie. Bibliotheca Tomitana II), f.e., Constanța, 1999 (838 pp.). /republicat, cu: Argument Gh. Buzatu, TipoMoldova (col. Opera Omnia), Iași, 2012/.
8. Од историjата на ароманскиот печат во Македониjа. Списаниjата „Братсво” и „Светлина”. The History of the Aromanian Press in Macedonia. The Brotherhood/Frățilia and the Light/Lumina Magazines. Превод: Димо Н. Димчев (Dina Cuvata) и Горан Костов (Goran Pushuticlu) (Unia di Culturã-a Armãnjlor dit Machidunii. Biblioteca Natsionalã Armãneascã „Constantin Belemace”. Editsiea Moscopoli 18), Scopia-Скопjе, 2007 /200 pp./.
9. Românii balcanici în paginile „Gazetei Transilvaniei” [1878-1913]. Volum îngrijit de Emil Țîrcomnicu, Stoica Lascu, Editura Etnologică, București, 2012 /304 pp./.
10. Virgil Coman (coord.), Stoica Lascu, Constantin Cheramidoglu, Marian Moșneagu, Vasile Reghintovschi, Angela Pop, Radu Cornescu, Campania militară a României din 1913. O istorie în imagini, documente și mărturii de epocă. Romania’s military campaign in 1913. A history in images, documents and epoch testimonials, Editura Etnologică, București, 2013 /300 pp.; il./.
11. Independența Albaniei în percepția opiniei publice românești (1912-1914), Editura Cetatea de Scaun, Târgoviște, 2012 /508 pp./[1].
12. Romanitatea balcanică în conștiința societății românești până la primul război mondial [Teza de Doctorat], Editura „România de la Mare”, Constanța, 2013 /322 pp./.
13. Stoica Lascu, Melek Fetisleam (eds.), Contemporary Research in Turkology and Eurasian Studies. A Festschrift in Honor of Professor Tasin Gemil on the Occasion of His 70th Birthday (Babeș-Bolyai University. The 7 Institute of Turkology and Central-Asian Studies), Presa Universitară Clujeană, Cluj-Napoca, 2013 /lxxviii+1.056 pp.; il., tabl./[2].
14. Românii balcanici în Dobrogea. Două studii și mărturii arhivistice inedite. Cu două scrisori către aromânii din județele Constanța și Tulcea. Lucrare tipărită cu prilejul primului Congres Național al Istoricilor Români (Cluj-Napoca, 25-28 august 2016), Editura Etnologică, București, 2016 /276 pp./
15. Românii balcanici[3] (aromânii și meglenoromânii) în Arhivele Naționale Britanice (1850-1950), Stoica Lascu (coord.), Marian Zidaru și George Lascu, volum apărut sub egida Societății de Cultură Macedo-Română (București, Editura Etnologică, 2016, /246 pp./[4].
16. Nistor Bardu, Stoica Lascu, Emil Țîrcomnicu, Cătălin Alexa, Ioana Iancu, „Lecturi vizuale” etnologice la aromânii din Republica Macedonia - Regiunea Bitolia. Memorie, tradiție, grai, patrimoniu (Societatea de Cultură Macedo-Română), Editura Etnologică, București, 2018 /196 pp
17. Research on the Turkic World. Edited by Stoica Lascu. Foreword by Jacob M. Landau. Afterword by Tasin Gemil. Studia et Documenta Turcologica-Special Issue 5-6/2017-2018, Presa Universitară Clujeană, Cluj-Napoca, 2018 /510 pp.; ill., maps/.